# Jack Tar
Jack Tar er en britisk stumfilm fra 1915 af Bert Haldane.

## Medvirkende
- Jack Tessier som Jack Atherley.
- Eve Balfour som Margherita.
- Thomas H. MacDonald som Max Schultz.
- Harry Royston som Dick Starling.
- J. Hastings Batson som Sir Michael Westwood.